# Danilo de Oliveira
Danilo de Oliveira Silva (Franca, São Paulo, 4 de julio de 1981) es un futbolista brasileño. Ha jugado con el Ocotlán para la temporada 2002-2003, el Tlaxcala de 2003-2004, los Alacranes de Durango de 2004-2005, el Querétaro FC durante el Apertura 2006 y su filial el Club celaya, hoy desaparecido. Debutó en la Primera División Mexicana el 30 de agosto del 2006 durante el partido Pachuca vs. Gallos Blancos, mismo que terminó con empate a ceros. Volvió al Querétaro, para luego regresar a los Alacranes de Durango y luego en el Pachuca Juniors. Para el 2008 jugó con el equipo B de los Tecos de la UAG, pero pronto pasó al Irapuato FC de la recién creada Liga De Ascenso, donde obtuvo el subcampeonato del Apertura 2009, misma final que perdió ante su exequipo, el Querétaro FC. En 2009, pasó a ser jugador de los Lobos de la BUAP y en 2010 se incorporó al Club de Fútbol Indios, recién descendido de la Primera liga mexicana. 